# Solenopsis cooperi
Solenopsis cooperi är en myrart som beskrevs av Horace Donisthorpe 1947. Solenopsis cooperi ingår i släktet eldmyror, och familjen myror. Inga underarter finns listade i Catalogue of Life.